# Metapán
Metapán é um município de El Salvador, pertencente ao departamento de Santa Ana. É o maior município do departamento em área territorial, com  668,36 km², e o terceiro município mais populoso, com 59 499 habitantes, de acordo com dados do censo de 2007 realizado no país. Na área territorial do município encontra-se o Parque Nacional Montecristo, o Lago de Güija e a Lagoa de Metapán.
Limita-se ao norte e oeste com a República da Guatemala, a leste com os municípios de Citalá e La Palma e ao sul com os municípios de Agua Caliente, Nueva Concepción, Santa Rosa Guachipilín, Masahuat, Texistepeque e San Antonio Pajonal.

## Transporte
O município de Metapán é servido pela seguinte rodovia:
- SAN-19, que liga a cidade ao município de Santa Rosa Guachipilín
- SAN-21, que liga a cidade de Santa Rosa Guachipilín ao município
- SAN-23 (CHA-30), que liga a cidade ao município de Citalá (Departamento de Chalatenango)
- CA-12, que liga o distrito (e a Fronteira El Salvador-Guatemala, na cidade de Concepción Las Minas) à cidade de Acajutla (Departamento de Sonsonate)
- CA-03, que liga o distrito à cidade de Anamorós (Departamento de La Unión)
- SAN-20, SAN-22, que ligam vários cantões do município [1]